# Porečnice
Porečnice (Boraginaceae) su porodica koja uključuje vrste drveća, šiblja ili zeljastih biljaka, ali se ređe mogu javiti i lijane. Najstariji fosilizovani predstavnici su datirani u period gornje krede. Ova porodica je prilično velika i sadrži preko 100 rodova i 2.000 vrsta kosmopolitskog rasprostranjenja Prema APG II klasifikaciji Boraginaceae spada u euasterids I grupu zajedno sa Solanales, Lamiales i Gentianales, ali tačna klasifikacije ove porodice još nije određena.

## Opšte karakteristike
Ove biljke su pokrivene čekinjastim, trnolikim ili zvezdastim dlakama, a česti su i cistoliti. Listovi su im pretežno spiralno raspoređeni, retko naspramno i prosti su. Cvetovi su sabrani u cvast uvojak, a retko mogu biti i pojedinačni. Cvetovi su aktinomorfni, retko zigomorfni, petočlani, retko četvoročlani ili višečlani. Čašica im je slobodna ili pri osnovi srasla, postfloralno razrasta. Krunica je srasla, po obliku levkasta, tanjirata ili zvonasta. Imaju 5 prašnika, kod nekih pripadnika sa apendiksima na leđnoj strani. Tučak je sinkarpan i sastoji se od 2 oplodna listića. Plodnik je nadcvetan, dvook i u svakom okcu sadrži po dva anatropna semena zametka. Nekad plodnik može da bude i četvorook zbog prisustva sekundarne pregrade, onda u svakom okcu sadrži po jedan semeni zametak. Plod je koštunica ili oraščić. Seme je uglavnom oskudno endospermom ili ga uopšte nema. Klica je prava ili savijena. Oprašivanje je uglavnom entomofilno. Polen je troćelijski.

## Zastupljenost
U tropskim i suptrospkim oblastima najzastupljeniji je rod Cordia gde se mogu naći oko 250 različitih vrsta. Heliotropium broji oko 220 vrsta raspodeljenih u tropskoim, suptropskoim i umerenoim klimama. Lithospermum ima oko 40 vrsta u umerenoj zoni cele severne hemisfere ali je najčešći na Mediteranu. Onosma obuhvata oko 100 vrsta zastupljenih u svim Oblastima Mediterana.
Na balkanskom poluostrvu od ove familije je zastupljeno 26 rodova i 155 vrsta od kojih su 46 endemske za ovo područije.

## Rodovi[3]
- -{Actinocarya
- Adelocaryum
- Aegonychon
- Afrotysonia
- Alkanna
- Amblynotus
- Amphibologyne
- Amsinckia
- Anchusa
- Ancistrocarya
- Anoplocaryum
- Antiotrema
- Antiphytum
- Arnebia
- Asperugo
- Austrocynoglossum
- Benthamia
- Borago
- Bothriospermum
- Bourreria
- Brachybotrys
- Brandella
- Brunnera
- Buglossoides
- Caccinia
- Cerinthe
- Cerinthodes
- Chionocharis
- Choriantha
- Codon
- Coldenia
- Cordia
- Craniospermum
- Crucicaryum
- Cryptantha
- Cynoglossopsis
- Cynoglossum
- Cynoglottis
- Cystostemon
- Dasynotus
- Draperia
- Echinospermum
- Echiochilon
- Echium
- Ehretia
- Ellisia
- Embadium
- Emmenanthe
- Eriodictyon
- Eritrichium
- Eucrypta
- Gastrocotyle
- Gerascanthus
- Glandora
- Gyrocaryum
- Hackelia
- Harpagonella
- Heliotropium
- Hesperochiron
- Heterocaryum
- Hilsenbergia
- Hoplestigma
- Hydrophyllum
- Ixorhea
- Kuschakewiczia
- Lappula
- Lasiarrhenum
- Lasiocaryum
- Lennoa
- Lepechiniella
- Lepidocordia
- Lindelofia
- Lithocardium
- Lithodora
- Lithospermum
- Lobostemon
- Lycopsis
- Macromeria
- Maharanga
- Margarospermum
- Mattiastrum
- Mertensia
- Metaeritrichium
- Microcaryum
- Microparacaryum
- Microula
- Miltitzia
- Mimophytum
- Moltkia
- Morelosia
- Moritzia
- Myosotidium
- Myosotis
- Myriopus
- Nama
- Neatostema
- Nemophila
- Nesocaryum
- Nogalia
- Nomosa
- Nonea
- Nyctelea
- Ogastemma
- Omphalodes
- Omphalotrigonotis
- Onosma
- Onosmodium
- Oreocarya
- Paracaryum
- Pardoglossum
- Patagonica
- Pectocarya
- Pentalophus
- Phacelia
- Pholisma
- Pholistoma
- Pioctonon
- Plagiobothrys
- Pontechium
- Pseudomertensia
- Psilolaemus
- Pulmonaria
- Rindera
- Rochefortia
- Rochelia
- Romanzoffia
- Rotula
- Saccellium
- Schmidelia
- Setulocarya
- Sinojohnstonia
- Solenanthus
- Stenosolenium
- Symphytum
- Thaumatocaryon
- Thyrocarpus
- Tiquilia
- Tournefortia
- Trichodesma
- Trigonotis
- Turricula
- Varronia
- Vaupelia
- Viticella
- Wigandia}-

## Literatura
- Diane, N., et al. 2002. A systematic analysis of Heliotropium, Tournefortia, and allied taxa of the Heliotropiaceae (Boraginales) based on ITS1 sequences and morphological data. American Journal of Botany 89(2), 287-95.
- Gottschling, M., et al. (2001). Secondary structure of the ITS1 transcript and its application in a reconstruction of the phylogeny of Boraginales. Plant Biology 3, 629-36.

## Spoljašnje veze
- Distribution Map And Genus list At Boraginaceae At Boraginales At: Trees At: APweb At: Missouri Botanical Garden
- Boraginaceae In:Mabberley's Plant-Book
- Boraginaceae At: Plant Names At: IPNI
- Home page of James L. Reveal and C. Rose Broome
- Boraginaceae (Search Exact) At Name Search At: Tropicos At: Missouri Botanical Garden
- Boraginaceae. Topwalks.net: Walking Routes in Spain.
- Boraginaceae. Integrated Taxonomic Information System (ITIS).